# Brogowiec
Brogowiec – wieś w Polsce, położona w województwie świętokrzyskim, w powiecie starachowickim, w gminie Pawłów.
W latach 1973–1976 miejscowość była siedzibą gminy Brzezie. W latach 1975–1998 miejscowość należała administracyjnie do województwa kieleckiego.